# Werner Hug
Werner Hug (ur. 10 października 1952 w Feldmeilen) – szwajcarski szachista.

## Kariera szachowa
W 1971 r. w Atenach zdobył tytuł mistrza świata juniorów. Za ten rezultat Międzynarodowa Federacja Szachowa przyznała mu tytuł mistrza międzynarodowego. W 1975 r. zwyciężył w rozegranych w Zurychu indywidualnych mistrzostwach Szwajcarii. W latach 1972–2000 jedenastokrotnie (w tym 5 razy na I szachownicy) reprezentował swój kraj na olimpiadach szachowych. Dwukrotnie wystąpił w turniejach międzystrefowych, nie osiągając w nich sukcesów (Petropolis 1973, XVII m. i Biel 1993, LXVIII m.)
W 1979 roku rozegrał symultanę na 560 szachownicach (+365 -49 =126).
Najwyższy ranking w karierze osiągnął 1 stycznia 1972 r., z wynikiem 2475 punktów zajmował wówczas 1. miejsce wśród szwajcarskich szachistów. Wynik ten powtórzył po niespełna 40 latach, na liście rankingowej w dniu 1 stycznia 2011 roku (zajmował wówczas 7. miejsce na liście szwajcarskich szachistów).